# Ivana Loudová
Ivana Loudová (Chlumec nad Cidlinou, 8 maart 1941 – Praag, 25 juli 2017) was een Tsjechisch componiste en muziekpedagoge.

## Levensloop
Loudová kreeg al op 6-jarige leeftijd haar eerste pianoles. Zij studeerde van 1958 tot 1961 eerst aan het Státní konservatori hudby v Praze, het Conservatorium van Praag, bij Miloslav Kabeláč. Vervolgens studeerde zij aan de Akademie múzických umení v Praze (AMU), de Academie voor Muzikale Kunsten Praag, bij Emil Hlobil. Zij voltooide haar studies met hulp van een studiebeurs bij Olivier Messiaen en André Jolivet aan het Conservatoire national supérieur de musique in Parijs alsook bij Pierre Schaeffer aan het Centre Bourdan - le service de recherche de l'ORTF.
Vanaf 1992 is zij docente aan de Academie voor Muzikale Kunsten Praag, waar zij in 2006 tot professor voor compositie benoemd werd. Zij is een veel gevraagd jurylid bij internationale muziekwedstrijden (Internationaal Jeugdmuziekfestival in Neerpelt etc.) en examina aan conservatoria en academiën.
Sinds 1972 werkt zij als componiste. Haar oeuvre omvat meer dan 100 werken, waarmee zij op diverse internationale muziekfestivals prijzen en onderscheidingen behaalde, zoals met Rhapsody in Black bij een compositiewedstrijd in Mannheim, won 1978, 1980 en 1984 de "Quido d'Arezzo" International Polyphonic Competition in Italië en in 1978 een internationale wedstrijd van de Russische Omroep. In 1993 werd zij voor haar geheel oeuvre binnen het Internationale Festival Komponistinnen gestern-heute met de kunstprijs van de stad Heidelberg bekroond. In 1980 en 1997 was zij op uitnodiging huiscomponist voor telkens 1 jaar van het American Wind Symphony Orchestra. In 1996 richtte zij het "Studio N" - Studio voor hedendaagse muziek op.
Ze werd ziek en stierf op 76-jarige leeftijd.

## Composities

### Werken voor orkest

#### Symfonieën
- 1964 · Symfonie nr. 1
- 1965 · Symfonie nr. 2, voor alt, gemengd koor en groot orkest
- 2006 · Sinfonia numerica, voor kamerorkest

#### Andere werken voor orkest
- 1962 · Concert, voor kamerorkest
- 1971 · Spleen - Hommage a Charles Baudelaire, voor orkest
- 1973 · Chorál, voor orkest en orgel
- 1975 · Nokturno, voor altviool en strijkorkest
- 1975 · Partita in D, voor dwarsfluit, klavecimbel en strijkers
- 1979 · Concerto breve, voor dwarsfluit (of viool) en orkest
- 1989 · Dvojkoncert, voor viool, slagwerk en strijkers
- 2004 · Concerto pompeiano, voor klarinet en kamerorkest
- Nocturno, voor kamerorkest

### Werken voor harmonieorkest en koperensemble
- 1971 · Chorale, voor harmonieorkest en orgel
- 1972 · Hymnos, voor koperblazers en slagwerk
- 1974 · Concert, voor orgel, slagwerk en harmonieorkest
- 1976 · Magic concerto, voor xylofoon, marimba, vibrafoon en harmonieorkest
- 1979 · Olympic Overture, voor harmonieorkest
- 1980 · Dramatic concerto, voor slagwerk en harmonieorkest
- 1985 · Spící krajina, voor 10 koperblazers en slagwerk
- 1986 · Luminous Voice, concert voor althobo en harmonieorkest
- 1986 · Zářivý hlas, concert voor althobo, slagwerk en harmonieorkest

### Missen en andere kerkmuziek
- 1966 · Stabat mater, voor gemengd koor
- 1969 · Ego sapientia, voor gemengd koor

### Muziektheater

#### Balletten
| Voltooid in | titel             | aktes | première | libretto | choreografie |
| ----------- | ----------------- | ----- | -------- | -------- | ------------ |
| 1966-1967   | Rhapsody in Black |       |          |          |              |

### Vocale muziek

#### Cantates
- 1967 · Malý princ (De kleine prins), kindercantate naar Antoine de Saint-Exupéry in zeven taferelen
- 1977 · Malá vánocní kantáta (Kleine kerstcantate), voor kinderkoor, trompet en harp - tekst: Václav Fischer
- 1983 · Štěstí, kleine cantate voor gemengd koor en kinderkoor a capella
- 1998 · Mudrosloví, cantate voor solisten, kinderkoor, dwarsfluit en slagwerk

#### Werken voor koor
- 1965 · Duchna nebeská, liederencyclus van kinderliederen voor koor en piano - tekst: Eva Křížková
  1. Duchna nebeská
  2. Hraní na spaní
  3. Hvězdy
  4. Noční krasobruslení
  5. Hvězdičko pojď
- 1966 · Mámo..., liederencyclus voor kinderkoor
- 1966 · Setkání s láskou, drie mannenkoren, dwarsfluit en piano - tekst: op Italiaanse gedichten uit de Renaissance
- 1968 · Kurošio, dramatisch fresco voor sopraan en groot gemengd koor
- 1980 · Italský triptych, voor gemengd koor 
  1. Sonetto
  2. Benedetto sia il giorno - tekst: Francesco Petrarca
  3. Amor
- 1982 · Ohlédnutí, voor vrouwenkoor a capella - tekst: Josefina Holá
- 1983 · Malá večerní hudba, voor hobo en gemengd koor
- 1983 · Zpevy o ruži, vier kinderkoren
- 1984 · Occhi lucenti e belli, voor vrouwenkoor a capella - tekst: Veronico Gambara - Tsjechische vertaling: J. Vladislav
- 1985 · Lásko...! (Liefde), voor kamerkoor - tekst: Marketa Prochazkova
- 1986 · Dva hlasy, voor gemengd koor a capella - tekst: Karel Hlaváček
- 1987 · Permonické písničky, drie 2-3-stemmige kinderkoren
- 1987 · Živote, postuj, voor mannenkoor a capella - tekst: František Hrubín
- 1991 · Pozdě k ránu, voor hobo en gemengd koor - tekst: Karel Hlaváček
- 1993 · Harmonie du soir, voor gemengd koor - tekst: Charles Baudelaire
- 2001 · Pozdrav slunci, voor spreker en kinderkoor

#### Liederen
- 1966 · Rozleť se, moje písničko, voor kinderstem en piano - tekst: Marie Kühnová
- 1970 · Gnómai, trio voor sopraan, dwarsfluit en harp
- 1994 · Duo meditativo, voor sopraan en cello
- 1996 · Fünf Lieder (Pět Písní), voor mezzosopraan en dwarsfluit - tekst: Christian Morgenstern
- 1998 · Ad celestem harmoniam, voor zangstem en negen celli (voor de 900e verjaardag van Hildegard von Bingen)
- 2001 · Má píseň, voor sopraan, dwarsfluit, hobo en cello
- 2001 · Tři staročeské písně (Drie Oud-Tsjechische liederen), voor sopraan, dwarsfluit, cello en piano - tekst: Václav Hanka
  1. V širém poli dúbec stojí
  2. Ach ty růže
  3. Pleje děva konopie
- 2005 · Lunovis, liederencyclus voor zangstem en piano

### Kamermuziek
- 1959 · Suita, voor dwarsfluit solo
- 1964 · Strijkkwartet nr. 1
- 1973 · Ballata antica, voor trombone en piano
- 1974 · Hukvaldská suita, voor strijkkwartet - opgedragen ter herinnering aan Leoš Janáček
- 1974 · Romeo a Julie, Renaissance suite voor dwarsfluit, viool, altviool, cello en harp
- 1975 · Soli e tutti, voor dwarsfluit, hobo, viool, altviool, cello en klavecimbel
- 1976 · Aulos, voor basklarinet
- 1976 · Ballata eroica, voor viool en piano
- 1976 · Strijkkwartet nr. 2 (ter herinnering aan Bedřich Smetana)
- 1978 · Mattinata, voor klarinet, trombone, cello en piano
- 1981 · Kyticka pro Emanuela, voor hobo, klarinet, piano, contrabas en slagwerk
- 1981 · Musica festiva, voor 3 trompetten en 3 trombones
- 1982 · Dvě eklogy, voor dwarsfluit en harp
- 1985 · Quintetto giubiloso per ottoni, voor koperkwintet
- 1986 · Italské trio, voor klarinet, fagot en piano
- 1986-1987 · Trio in Bes, voor viool, cello en piano
- 1989 · Sen Dona Giovanniho, fantasie voor hobo, althobo, 2 klarinetten, 2 hoorns en 2 fagotten
- 1989 · Variace na Stamicovo téma, voor strijkkwartet
- 1991 · Cassazione, voor 4 trompetten, 4 trombones en tuba
- 1993 · Sentimento del tempo, voor basklarinet, piano en slagwerk
- 1994 · Duo concertante, voor basklarinet en marimba
- 1996 · Tanto accanto, voor dwarsfluit, viool, cello en klavecimbel (of piano)
- 1996 · Veni etiam, voor 6 fluiten
- 1997 · Duetti melancolici, voor 2 klarinetten
- 1997 · Echoes, voor hoorn en slagwerk
- 1999 · Duetti melancolici II, voor klarinet en fagot
- 1999 · Duo meditativo, voor klarinet en fagot
- 1999 · Sonata angelica, voor trombone en piano
- 2001 · Strijkkwartet nr. 3 "Renaissance"
- 2004 · Duo fluido, voor dwarsfluit en slagwerk
- 2006 · Zbloudilý tambor a šílená flétna, voor dwarsfluit en slagwerk
- 2012 · Zapomnětlivý anděl, voor klarinet solo
- Meditace, voor dwarsfluit, basklarinet, piano en slagwerk
- Suita, voor 3 hoorns

### Werken voor orgel
- 1984 · Monumento per organo

### Werken voor piano
- 1984 · Tango music
- 1995 · Pražské imaginace
- Pražské imprese
- Preludia

### Werken voor harp
- 1972 · Sólo pro krále Davida

### Werken voor slagwerk
- 1973 · Agamemnón, suite voor slagwerk
- 2004 · Hlasy pošte, voor 2 slagwerkers

### Filmmuziek
- Sluneční soustava
- Vesmír

### Elektronische muziek
- 1998-2009 · Planeta ptáku I., II., III., Meditatie voor elektroakoestische klanken (in herinnering aan Olivier Messiaen)